# Brahmaea
Genre
Brahmaea est un genre de lépidoptères de la famille des Brahmaeidae.
Cette famille de Bombyx de taille moyenne à grande regroupe une vingtaine d'espèces qui se trouvent en Afrique, en Asie et en Europe.

## Systématique
Le genre Brahmaea a été décrit par l'entomologiste britannique Francis Walker en 1855.
Synonymes :
- Acanthobrahmaea Sauter, 1967
- Brachygnatha Zhang & Yang, 1993
- Transbrahmaea Zolotuhin, 2016
- Brahmophthalma Mell, 1930
- Brahmaeops Bryk, 1949
- Brahmidia Bryk, 1949

## Liste des espèces
Selon Kitching et al. (2018):
- Brahmaea certhia
- Brahmaea europaea, Brahmaéide d'Hartig
- Brahmaea goniata
- Brahmaea jilinensis
- Brahmaea ledereri
- Brahmaea lunulata
- Brahmaea recta
- Brahmaea separata
- Brahmaea ardjoeno
- Brahmaea celebica
- Brahmaea hearseyi
- Brahmaea japonica
- Brahmaea litserra
- Brahmaea loeffleri
- Brahmaea naessigi
- Brahmaea panmacula
- Brahmaea paukstadtorum
- Brahmaea polymehntas
- Brahmaea sinica
- Brahmaea totimacula
- Brahmaea wallichii, Brahmaéide-chouette